# Malé Žernoseky
Malé Žernoseky (en allemand : Klein Tschernosek) est une commune du district de Litoměřice, dans la région d'Ústí nad Labem, en Tchéquie. Sa population s'élevait à 733 habitants en 2021.

## Géographie
Malé Žernoseky se trouve sur la rive gauche de l'Elbe, face à Velké Žernoseky qui est sur la rive droite, et au pied du mont Lovoš. Elle est située à 6 km à l'ouest de Litoměřice, à 18 km au sud d'Ústí nad Labem et à 58 km au nord-ouest de Prague.
La commune est limitée par Prackovice nad Labem et Libochovany au nord, par Velké Žernoseky à l'est, par Píšťany au sud-est, par Lhotka nad Labem au sud-ouest, et par Velemín et Chotiměř au nord-ouest.

## Histoire
La première mention écrite du village date de 1276.

## Galerie

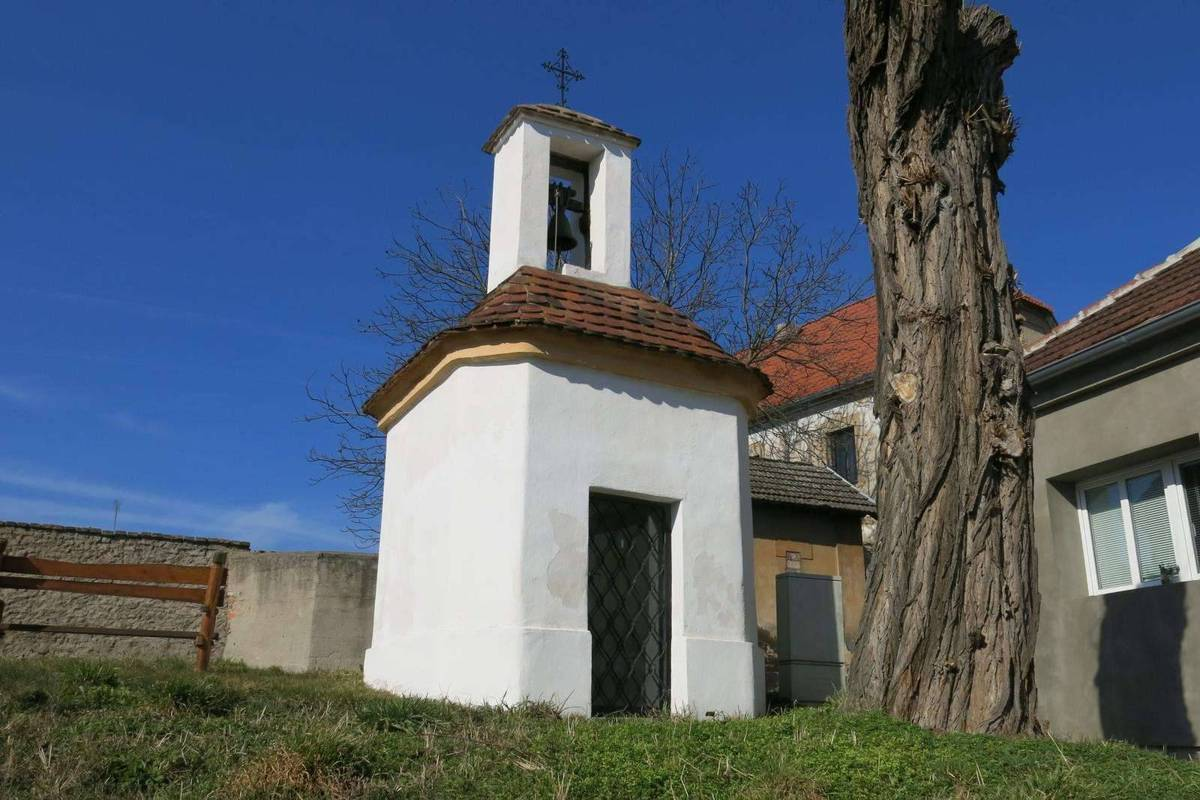
Chapelle à Malé Žernoseky.
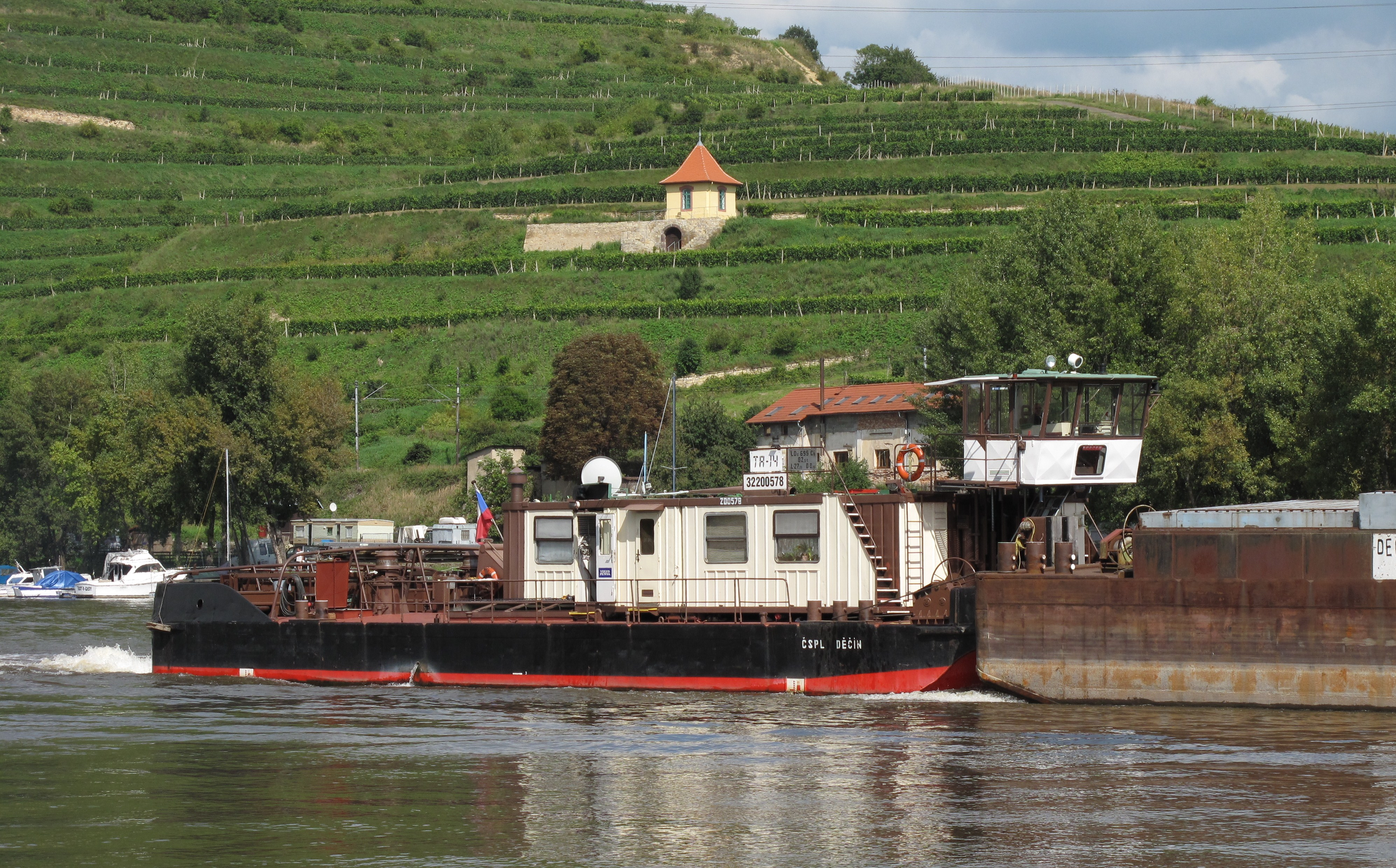
Vignobles surplombant l'Elbe.

## Transports
Par la route, Malé Žernoseky se trouve à 11 km de Litoměřice, à 19 km d'Ústí nad Labem et à 68 km de Prague.